# Вулиця За Рудкою (Тернопіль)
Вулиця За Рудкою — вулиця в мікрорайоні «Новий світ» міста Тернополя.

## Відомості
Розпочинається від вулиці Броварної, пролягає на схід та перетинається з вулицею Олени Теліги, закінчується примиканням до вулиці Бродівської через залізничний тунель.

## Дотичні вулиці
Лівобічні: Академіка Володимира Гнатюка, Академіка Івана Горбачевського
Правобічні: пров. За Рудкою, Юліана Опільського

## Транспорт
На вулиці розташовані 3 зупинки громадського транспорту, до яких курсують автобуси №26А, 49.

## Комерція
- Магазин «Смаколик» (За Рудкою, 13)
- Кафе «Новий світ» (За Рудкою, 12Б)
- Видавництво «Школярик» (За Рудкою, 33)